# 1 Samuel 26
1 Samuel 26 es el vigesimosexto capítulo del Primer Libro de Samuel en el Antiguo Testamento de la Biblia cristiana  o la primera parte de los Libros de Samuel en la Biblia hebrea. Según la tradición judía, el libro se atribuyó al profeta Samuel, con adiciones de los profetas Gad y Natán, pero muchos eruditos modernos lo ven como una composición de varios textos independientes de diversas épocas, desde el 630-540 a. C. aproximadamente.  Este capítulo contiene el relato de la huida de David de los repetidos intentos de Saúl de matarlo. Esto se encuentra dentro de una sección que comprende desde 1 Samuel 16 hasta 2 Samuel 5, que registra el ascenso de David como rey de Israel.

## Texto
Este capítulo fue escrito originalmente en el idioma hebreo. Está dividido en 22 versículos.

### Testigos textuales
Algunos manuscritos antiguos que contienen el texto de este capítulo en hebreo son de la tradición del Texto Masorético, que incluye el Códice de Jerusalén (895), el Códice de Alepo (siglo X) y el Códice de Leningrado (1008). Se encontraron fragmentos que contienen partes de este capítulo en hebreo entre los Rollos del Mar Muerto, incluido el 4Q51 (4QSama; 100-50 a. C.) con los versículos 3-4, 9-10 y 12 existentes.
Entre los manuscritos antiguos existentes de una traducción al griego koiné conocida como la Septuaginta (originalmente realizada en los últimos siglos a. C.) se encuentran el Códice Vaticano (B; {\displaystyle \ ara{G}}B; siglo IV) y el Códice Alejandrino (A; {\displaystyle \ ara{G}}A; siglo V).

## Lugares
- Guibeá
- Hachilah

## David vuelve a perdonar a Saúl (26:1-12)
Hay muchos puntos de similitud entre esta narración y la que figura en 1 Samuel 23:19-24 y 1 Samuel 24:1-22, aunque las múltiples diferencias demuestran que se trata de dos acontecimientos separados. 
Puntos de similitud:
1. El informe de los zifitas (1 Samuel 23:19; 1 Samuel 26:1).
2. El campamento de David en la colina de Hachilah (1 Samuel 23:19; 1 Samuel 26:1, 3).
3. La marcha de Saúl con 3000 hombres (1 Samuel 24:2; 1 Samuel 26:2).
4. El impulso de los hombres de David de matar a Saúl (1 Samuel 24:4; 1 Samuel 26:8).
5. La negativa de David a matar al ungido de Jehová (1 Samuel 24:6; 1 Samuel 26:9, 11).
6. El reconocimiento de Saúl de la voz de David (1 Samuel 24:16; 1 Samuel 26:17).
7. La comparación de David de sí mismo con una pulga (1 Samuel 24:14; 1 Samuel 26:20).

Puntos de diferencia:
1. David perdonó la vida de Saúl en una cueva en En-gedi; pero aquí en el campamento atrincherado de Saúl. # Antes David tuvo que huir a toda prisa, aquí pudo enviar espías
2. Anteriormente, David se salvó gracias a la noticia de la invasión de los filisteos, aquí David se mantuvo a distancia y separado por un barranco
3. En el primer caso, David cortó un trozo de la capa de Saúl, mientras que aquí le quitó la lanza (un símbolo del cargo real) y la jarra de agua (un símbolo de la vida) mientras Saúl dormía profundamente en el campamento.[17]

### Versículo 1

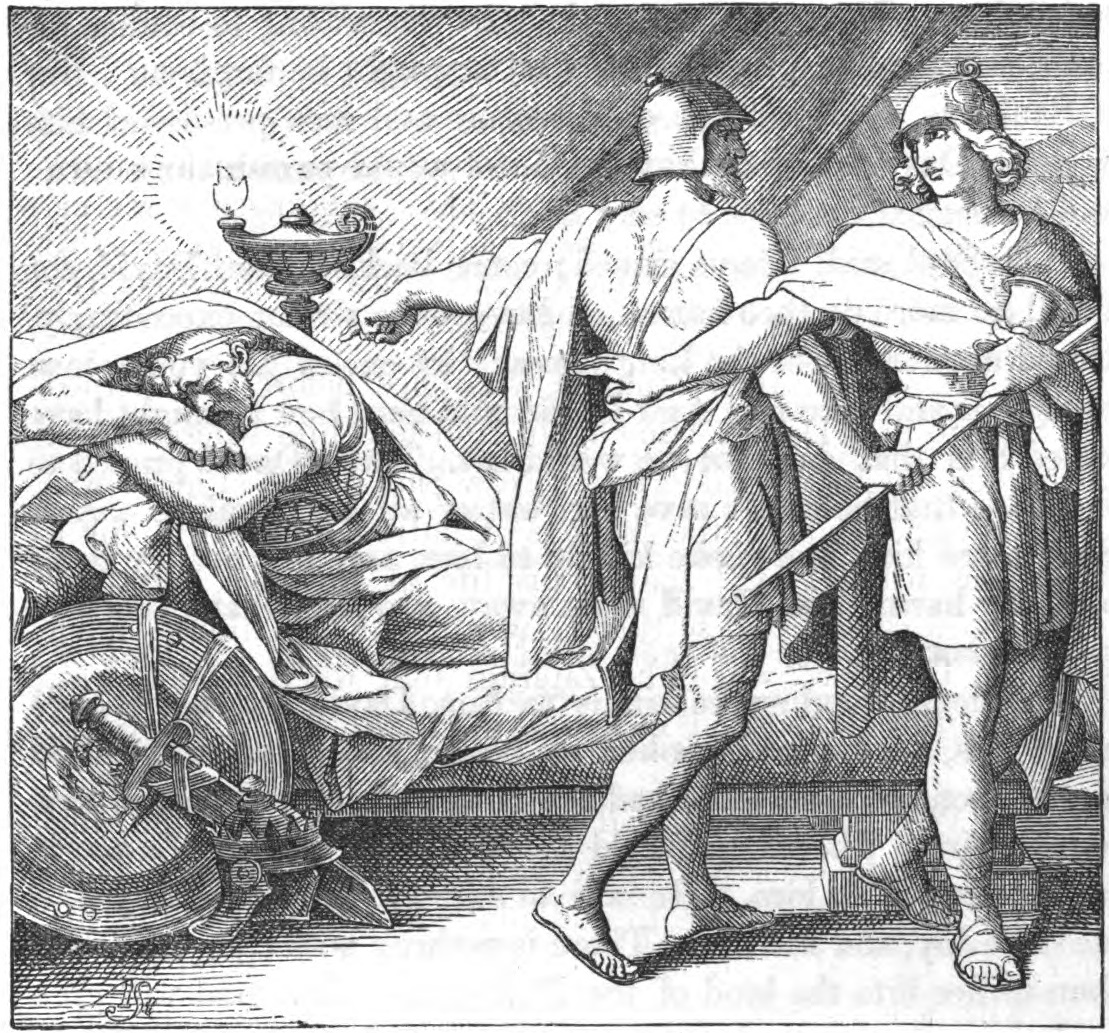
Una ilustración de 1873 de Abisai (centro) animando a David (derecha) a atacar a Saúl.

Ahora los zifitas fueron a ver a Saúl en Gabaa y le dijeron: «¿No se esconde David en el collado de Haquila, frente al desierto?». 
El regreso de David a Maón podría estar relacionado con algún asunto de Abigail, ahora esposa de David, que puede que aún controle algunas propiedades en la zona. Los zifeos informaron a Saúl de la presencia de David, probablemente por miedo a que David los atacara por su antigua traición. El hecho de que Saúl en ese momento estuviera en Guibeá y solo se «levantara» después de escuchar el informe sugiere que no persiguió más a David hasta que los zifeos le informaron de una buena oportunidad para tenderle una emboscada. 

## David reprendió a Abner cuando Saúl reconoció su pecado contra David (26:13-25)
Después de salir del campamento de Saúl sin ser detectado y permanecer a una distancia segura, David reprendió a Abner por no proteger al rey, al tiempo que insinuaba que no había reconocido al rey electo (versículo 14). Sin embargo, Saúl reconoció la voz de David y se arrepintió de su propia acción de perseguirlo. En vista de su decisión de abandonar el territorio israelita, David suplicó a Saúl que no «dejara que su sangre cayera a la tierra» mientras estuviera en el exilio. Esta fue en realidad la última vez que Saúl se encontró con David, y cuando se separaron para siempre, Saúl dio sus últimas bendiciones a David.

### Versículo 20
«Ahora, pues, no caiga mi sangre en tierra lejos de la presencia del SEÑOR, porque el rey de Israel ha salido a buscar una sola pulga como quien caza una perdiz en las montañas».
- «Lejos en presencia de ser el Señor»: David dio a entender que no podría adorar debidamente al Señor si abandonaba la tierra de Israel, lo que tenía previsto hacer (1 Samuel 27:1).[23]

### Comentarios sobre Samuel
- Auld, Graeme (2003). «1 & 2 Samuel».  En James D. G. Dunn and John William Rogerson, ed. Eerdmans Commentary on the Bible. Eerdmans. ISBN 9780802837110.
- Bergen, David T. (1996). 1, 2 Samuel. B&H Publishing Group. ISBN 9780805401073.
- Gordon, Robert P. (1999). I & II Samuel, A Commentary. Zondervan. ISBN 978-0310230229.
- Hertzberg, Hans Wilhelm (1964). I & II Samuel, A Commentary (trans. from German 2nd edition 1960 edición). Westminster John Knox Press. p. 19. ISBN 978-0664223182.
- Tsumura, David Toshio (2007). The First Book of Samuel. Eerdmans. ISBN 9780802823595.

### General
- Breytenbach, Andries (2000). «Who Is Behind The Samuel Narrative?».  En Johannes Cornelis de Moor and H.F. Van Rooy, ed. Past, Present, Future: the Deuteronomistic History and the Prophets. Brill. ISBN 9789004118713.
- Coogan, Michael David (2007).  Coogan, Michael David; Brettler, Marc Zvi; Newsom, Carol Ann et al., eds. The New Oxford Annotated Bible with the Apocryphal/Deuterocanonical Books: New Revised Standard Version, Issue 48 (Augmented 3rd edición). Oxford University Press. ISBN 978-0195288810.
- Fitzmyer, Joseph A. (2008). A Guide to the Dead Sea Scrolls and Related Literature. Grand Rapids, MI: William B. Eerdmans Publishing Company. ISBN 9780802862419.
- Halley, Henry H. (1965). Halley's Bible Handbook: an abbreviated Bible commentary (24th (revised) edición). Zondervan Publishing House. ISBN 0-310-25720-4. (requiere registro).
- Hayes, Christine (2015). Introduction to the Bible. Yale University Press. ISBN 978-0300188271.
- Jones, Gwilym H. (2007). «12. 1 and 2 Samuel».  En Barton, John; Muddiman, John, eds. The Oxford Bible Commentary (first (paperback) edición). Oxford University Press. pp. 196-232. ISBN 978-0199277186. Consultado el 6 de febrero de 2019.
- Klein, R.W. (2003). «Samuel, books of».  En Bromiley, Geoffrey W, ed. The International Standard Bible Encyclopedia. Eerdmans. ISBN 9780802837844.
- Knight, Douglas A (1995). «Chapter 4 Deuteronomy and the Deuteronomists».  En James Luther Mays, David L. Petersen and Kent Harold Richards, ed. Old Testament Interpretation. T&T Clark. p. 62. ISBN 9780567292896.
- Ulrich, Eugene, ed. (2010). The Biblical Qumran Scrolls: Transcriptions and Textual Variants. Brill.
- Würthwein, Ernst (1995). The Text of the Old Testament. Grand Rapids, MI: Wm. B. Eerdmans. ISBN 0-8028-0788-7. Consultado el 26 de enero de 2019.